# Ricardo Carrasco
Ricardo Carrasco Farfán es un cineasta y educador chileno, especializado en la dirección de documentales y ficción, con una trayectoria académica en instituciones de educación superior en Chile.
Biografía
Carrasco estudió Arte en la Pontificia Universidad Católica de Chile, donde obtuvo el título de Profesor en Artes Plásticas. En 1991 recibió una beca para estudiar en la Escuela Internacional de Cine y Televisión de San Antonio de los Baños, Cuba, especializándose en dirección de documentales. En 1992 continuó sus estudios en Francia, en los Ateliers Varan, también en el área documental.
En 2013 obtuvo el grado de Magíster en Educación y Cultura, con mención en Gestión, en la Universidad ARCIS.
Carrera cinematográfica
Ricardo Carrasco ha trabajado durante más de tres décadas en el género documental, desarrollando proyectos para cine y televisión.
También ha incursionado en la dirección de largometrajes de ficción. Su primer largometraje, Negocio Redondo (2001), obtuvo el Premio de la Crítica en el Festival de Cine Iberoamericano de Huelva, España, y el Premio Patrimonio Latino en el Festival de Cine Latino de Miami, Estados Unidos.
Posteriormente dirigió Vacaciones en Familia, estrenada en Chile y en el extranjero, con circulación en diversas plataformas internacionales como FOX, HBO (Estados Unidos) y PlutoTV.
Docencia
Además de su labor como realizador, Carrasco ha ejercido la docencia audiovisual en diversas instituciones, entre ellas:
•	Universidad de Viña del Mar
•	Universidad de Las Américas
•	UNIACC
•	Universidad ARCIS
•	Universidad Mayor
•	Escuela de Cine de Chile
•	Escuela de Cine de la Universidad de Chile
Actualmente es director del Instituto de Altos Estudios Audiovisuales de la Universidad de O’Higgins, desde donde impulsa programas de formación en cine y audiovisual.
Filmografía destacada
Largometrajes de ficción
•	Negocio Redondo (2001)
•	Vacaciones en Familia (2015)
Documentales
Las siete vidas del Mono en rodaje (2025)
Delfina Cállese apúrese y no se luzca (2025)
El Sabio de la Tribu, (2020)
Doctor Dapertutto (2016)
Tener valor para seguir tocando (2006)
La fábrica Els Comediants (2004)
Nostalgias del Farwest, colectivo (1986)
De las armas y las letras colectivo (1985)
Series de Televisión
Tiempo Final, 8 capítulos (2005) TVN
El cuento del tío (2005) TVN
No hay derecho, 8 capítulos (2004) Chilevisión
Identidades, 2 capítulos, Discovery Channel (1996)
El hombre al desnudo, 10 capítulos TVN (1994)
Bajo la Cruz del Sur, 4 capítulos Magnavisión (1992)
Al sur del Mundo, 10 capítulos Canal 13 (1991-2000)
De lo público, lo privado 6 capítulos Chilevisión 1989

PREMIOS
2013 "Premio Work in Progress” Dirac largometraje: Vacaciones en familia. Festival de Cine de Viña del Mar.
2013 "Premio Work in Progress” premio kiné imágenes largometraje: Vacaciones en familia festival de cine de viña del mar
2005 "Premio Roberto Rossellini” Maiori Film Festival, Italia.
2001 "Premio de la Crítica Internacional” largometraje : "Negocio Redondo", XVIII Festival de Cine Iberoamericano de Huelva, España.
2002 "Garza de Oro – Patrimonio Latino” largometraje : "Negocio Redondo". VI Festival de Cine Latino de Miami, EE.UU.
2001 Mención especial del jurado "Premio radio exterior de España”. Largometraje : "Negocio Redondo" XXVII Festival de Cine Iberoamericano de Huelva, España.
2000 "Premio a la mejor película al documental: La minga que movió la vieja iglesia de tey" I Festival de Cine de Valparaíso. Chile.
1992 "Premio a la mejor película" al documental: "Los mineros del carbón" en el 9º Festival Internacional del Centre National de la Recherche Scientifique (CNRS). París, Francia.
FESTIVALES A LOS QUE HA ASISTIDO CON SU PELÍCULAS
NEGOCIO REDONDO
Festival de Cine de Huelva, España 2001.
Festival de Cine de Toulouse, Francia 2001.
Festival de Cine de Miami, EEUU 2002.
Festival de Cine de Chicago, EEUU 2002.
Festival de Cine de Sto. Domingo, Rep. Dominicana 2002.
Festival de Cine de Lima, Perú. 2002.
Festival de Cine de Trieste, Italia 2002.
Festival de Cine de Cuenca, Ecuador 2002.
Festival de Cine de Nueva York, EEUU 2002.
VACACIONES EN FAMILIA
Festival de Cine de Viña del Mar, Chile 2013.
Festival de Cine de Trieste, Italia 2014.
Festival de Cine Latino de San Diego, EEUU 2015.
Festival de Cine de La Habana, Cuba 2015.
Festival de Cine de Lima, Perú 2015.
Festival de Cine de Huelva, España 2015 – Gala Apertura.
Festival de Cine de Hermosillo, México 2015.
Festival de Cine de Gainesville , Miami. EEUU 2016.
Festival de Cine Latinoamericano de Ternium, Monterrey. México 2016.